# Scelotes bidigittatus
Espèce
Statut de conservation UICN

 LC  : Préoccupation mineure
Scelotes bidigittatus est une espèce de sauriens de la famille des Scincidae.

## Répartition
Cette espèce est présente en Afrique du Sud et en Eswatini. Sa présence est incertaine dans le sud du Mozambique.

## Publication originale
- FitzSimons, 1930 : Descriptions of new South African Reptilia and Batrachia, with distribution records of allied species in the Transvaal Museum collection. Annals of the Transvaal Museum, vol. 14, p. 20-48 (texte intégral)